# Jean Marie Dongou
Jean Marie Dongou Tsafack (født 20. april 1995) er en camerounsk fodboldspiller, der spiller som angriber for Gimnàstic. 

## Klubkarriere

### FC Barcelona
Dongou skiftede som 13-årig til FC Barcelona i 2008. Dongou blev i 2012 rykket op fra U19 truppen til FC Barcelona B.
Dongou blev i 2012 topscorer for sit U19 hold i NextGen Series, hvor han scorede 8 mål i 6 kampe.
Den 28. januar 2012 spillede Dongou sin debutkamp for FC Barcelona B, hvor han imod SD Huesca erstattede Rodri i 85' minut i Spaniens næstbedste række, Segunda División. Dongous første mål for Barcelona B scorede han imod CD Alcoyano, hvor han i 80' minut blev skiftet ind, og scorede sejrsmålet til 2-1. 
Dongou fik sin debut for FC Barcelonas bedste mandskab i en pre-sæsonens venskabskamp imod FC Bayern München den 24. juli 2013. Tre dage senere scorede han to mål i 7-0 sejren over Valarenga fra Norge. Den 2. august 2013 blev Dongou skiftet ind i 2. halvleg imod Santos FC i Joan Gamper Cuppen, og scorede 8-0 målet.
Den 6. december 2013 fik Dongou sin debut i Copa del Rey, hvor han i 78' minut blev indskifet i stedet for Alexis Sánchez. 11 minutter senere scorede Dongou til slutresultatet 4-1 til FC Barcelona.
Dongou bliver ofte sammenlignet med den tidligere FC Barecelona-angriber Samuel Eto'o, og det menes, at han kan blive den nye Eto'o.

## Landshold
Dongou spillede tidligere for Camerouns U20 landshold. 